# Lone Oak (Geórgia)
Lone Oak é uma cidade  localizada no estado americano de Geórgia, no Condado de Meriwether.

## Demografia
Segundo o censo americano de 2000, a sua população era de 104 habitantes.
Em 2006, foi estimada uma população de 97, um decréscimo de 7 (-6.7%).

## Geografia
De acordo com o United States Census Bureau tem uma área de 1,6 km², dos quais 1,6 km² cobertos por terra e 0,0 km² cobertos por água.

## Localidades na vizinhança
O diagrama seguinte representa as localidades num raio de 20 km ao redor de Lone Oak.